# Gregor Maria Hanke
Gregor Maria Franz Hanke OSB (ur. 2 lipca 1954 w Elbersroth w Powiecie Ansbach jako Franz Maria Hanke) – niemiecki duchowny katolicki, biskup Eichstätt w latach 2006-2025.

## Życiorys
W 1981 wstąpił do Zakonie Świętego Benedykta, przyjmując imię Gregor, zaś w 1985 złożył śluby wieczyste. Święcenia kapłańskie otrzymał 10 września 1983 z rąk biskupa Aloisa Bremsa. Studiował w rodzinnym kraju oraz na Papieskim Instytucie Wschodnim w Rzymie. W 1993 został opatem w Plankstetten.
14 października 2006 Benedykt XVI mianował go biskupem odynariuszem diecezji Eichstätt. Sakry biskupiej udzielił mu abp Ludwig Schick.
8 czerwca 2025 papież Leon XIV przyjął jego rezygnację z urzędu ordynariusza.